# Korallenschnecken
Die Korallenschnecken (Coralliophilinae, ursprünglich Coralliophilidae, Synonym Magilidae) sind eine Unterfamilie innerhalb der Familie der Stachelschnecken (Muricidae), die in warmen Meeren aller drei großen Ozeane verbreitet sind und als Ektoparasiten an Nesseltieren saugen.

## Merkmale
Die ausschließlich marinen Korallenschnecken haben weiße, meist kleine und dickwandige, bei manchen Arten bis 10 cm große Gehäuse, deren Form und Größe sich je nach Art sehr unterscheidet. Die meist leicht rosafarbene Gehäusemündung läuft in einen Siphonalkanal aus.
Die Korallenschnecken sind getrenntgeschlechtlich. Das Männchen begattet das Weibchen mit seinem Penis. Das Weibchen behält seine Eikapseln in der Mantelhöhle, wo frei schwimmende Veliger-Larven schlüpfen. Diese sinken nach einer Phase als frei schwimmende Planktonfresser zu Boden und metamorphosieren zu kleinen kriechenden Schnecken.
Die Korallenschnecken haben keine Radula und sind darauf spezialisiert, als Ektoparasiten mit ihrer langen, weit ausstreckbaren, ins Wirtstier gebohrten Proboscis Körpersäfte oder weiches Gewebe von Blumentieren einzusaugen. Zu ihren Wirtstieren gehören Weichkorallen, Seeanemonen und Seefächer.

## Verbreitung
Die Korallenschnecken leben an Korallen in allen Meeren, wo diese Wirtstiere vorkommen. Sie treten unter anderem am Mittelatlantikrücken, den Kanarischen Inseln, den Tiefwasserkorallen des Mittelmeers, von den Florida Keys bis an die Küste Brasiliens, im Indopazifik, südwestlichen Pazifischen Ozean und den Australinseln im Südpazifik auf. Die planktonfressenden, von den Meeresströmungen verbreiteten Veliger-Larven ermöglichen diese Verbreitung.

## Systematik
Die Korallenschnecken wurden ursprünglich als eigene Familie beschrieben, gelten nach aktueller Systematik allerdings als Unterfamilie der Stachelschnecken (Muricidae).

### Gattungen
Zur Unterfamilie Coralliophilinae gehören folgende 11 Gattungen:
- Babelomurex Coen, 1922
- Coralliophila H. Adams & A. Adams, 1853
- Emozamia Iredale, 1929
- Hirtomurex Coen, 1922
- Latiaxis Swainson, 1840
- Leptoconchus Rüppell, 1835
- Liniaxis Laseron, 1955
- Magilus Montfort, 1810
- Mipus de Gregorio, 1885
- Rapa Röding, 1798
- Rhizochilus Steenstrup, 1850